# Jardim histórico do Palácio do Catete

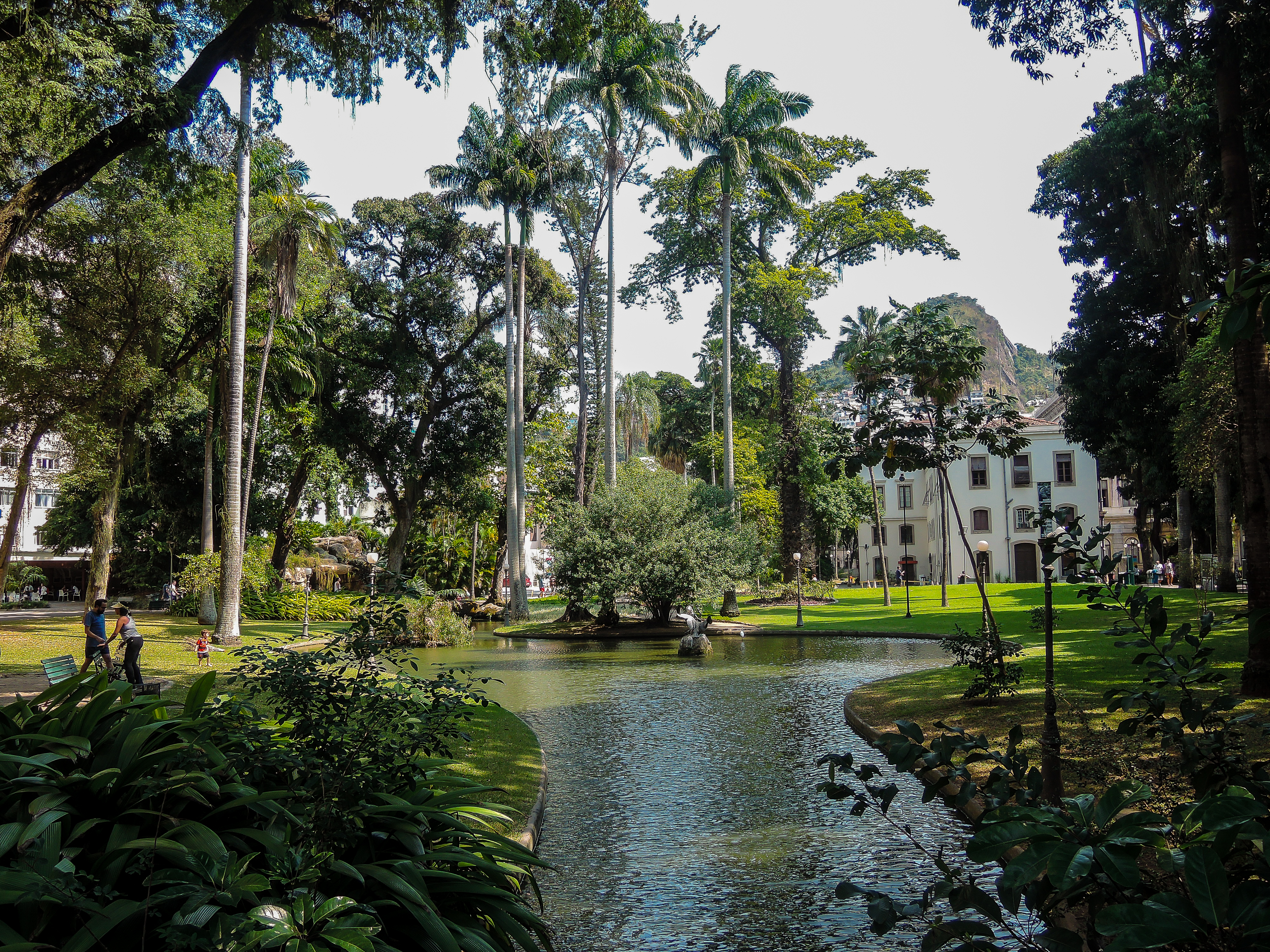
Vista geral do lago artificial e da vegetação do jardim do Palácio do Catete

O jardim histórico do Palácio do Catete ocupa uma área de 24 000 m2 da área do Palácio do Catete, ligando a Rua do Catete à Praia do Flamengo, paralelamente à Rua Silveira Martins. Seu formato original, cujo projeto é atribuído ao paisagista francês Antoine Glaziou, apresentava árvores de grande altura, um pomar e a aleia de palmeiras, já existente no terreno desde antes de sua aquisição pelo Barão de Nova Friburgo.

## Histórico

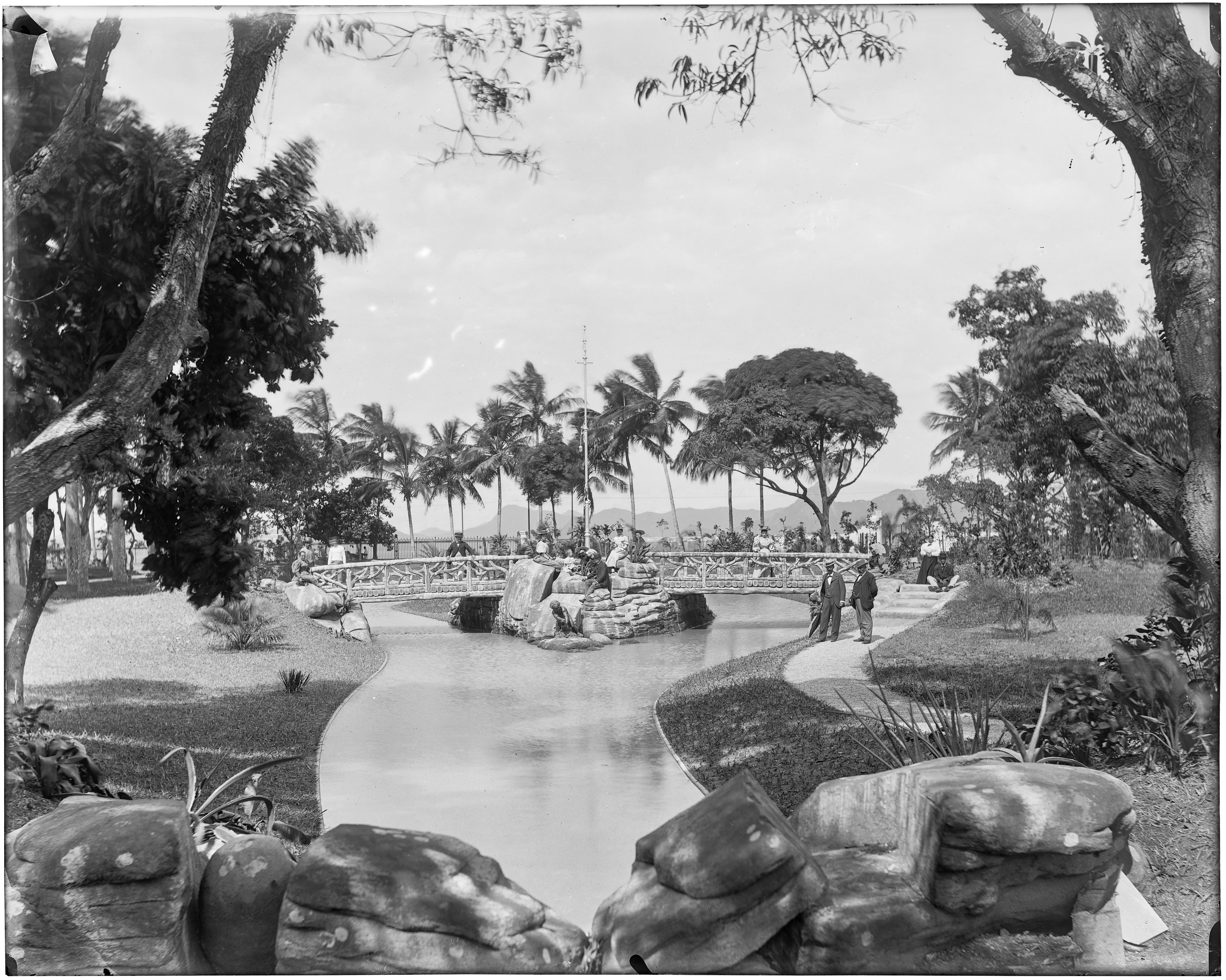
Ponte e lago no jardim do Palácio do Catete, aproximadamente entre 1885 e 1895.

O segundo proprietário do Palácio, o Conselheiro Mayrink, fez construir um embarcadouro para seu iate nos fundos do jardim, que terminava diretamente na Baía de Guanabara (o primeiro aterramento dessa região aconteceu em 1905, para abertura da Avenida Beira-Mar). Quando o Palácio se tornou sede do Governo Federal, este cais passou a ser de uso exclusivo da Presidência da República. Na década de 1960, quando foi construído o Aterro do Flamengo, o que restava do embarcadouro foi demolido.

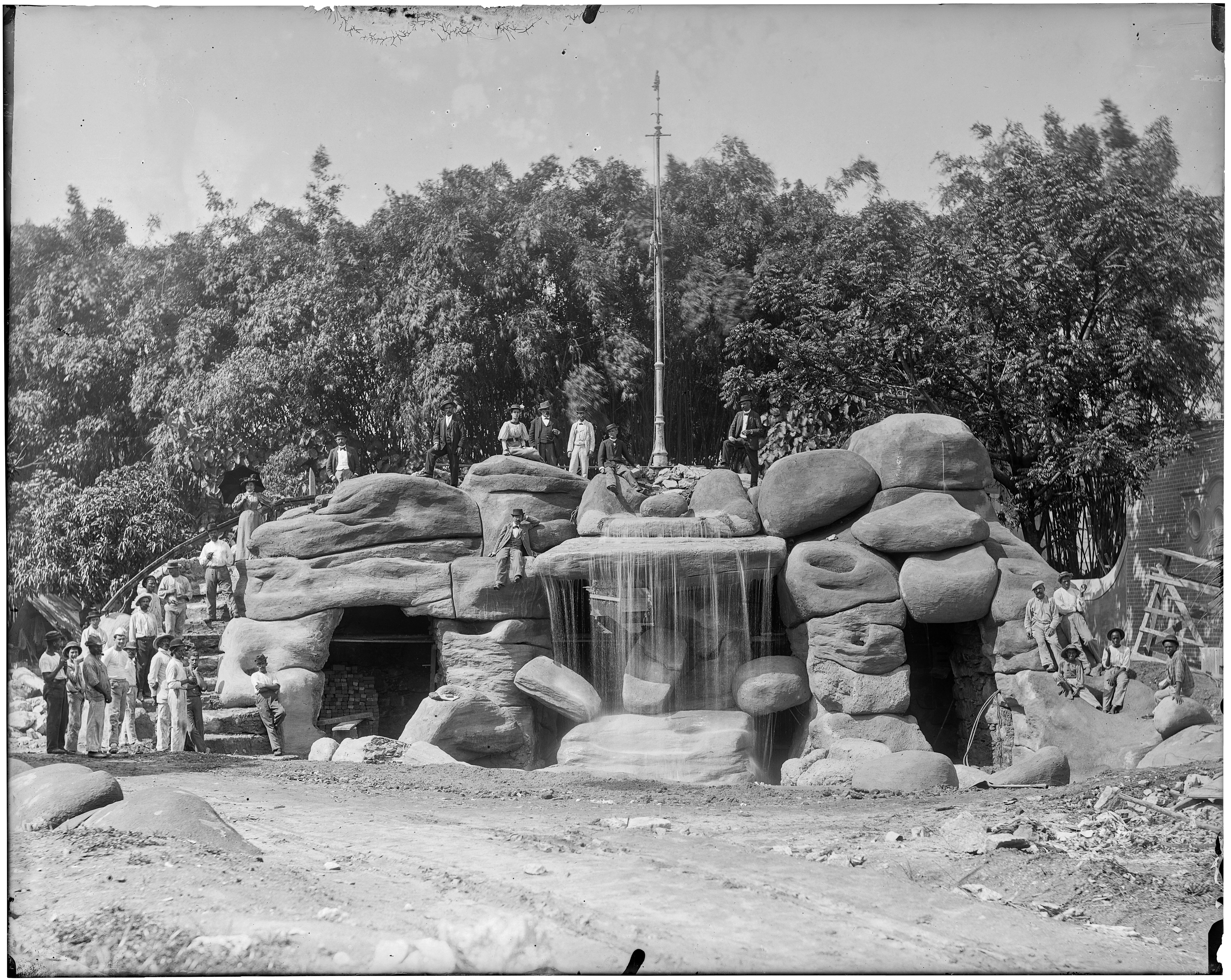
Gruta do Palácio do Catete, aproximadamente entre 1885 e 1895.

O projeto de Paul Villon, de 1896, feito para a Presidência da República, adicionou ao jardim canteiros altos, três pontes rústicas, bancos sobre rochas artificiais e a gruta artificial com cascata, de onde sai um rio artificial que alimenta dois lagos. Um antigo pavilhão do parque foi transformado em coreto para apresentações musicais. Foram construídas dependências para os mordomos e criados da presidência. Ainda no parque, seriam adaptados um piquete de cavalaria e cocheiras, próximos à entrada da Praia do Flamengo, no local onde hoje é o prédio da Reserva Técnica do Museu.

## Conjunto escultórico
Do século XIX também é o conjunto de esculturas alegóricas de bronze, de autoria de Mathurin de Moreau, que representam a África, a América, a Europa, a Ásia e a Oceania por meio de crianças que lutam contra animais típicos daqueles continentes. As esculturas foram fabricadas na Fundição Val D'Osne, de onde vieram também a escultura representando a lenda do Nascimento de Vênus, colocada no topo do chafariz e as alegorias femininas que ficaram na platibanda do palácio até 1910.

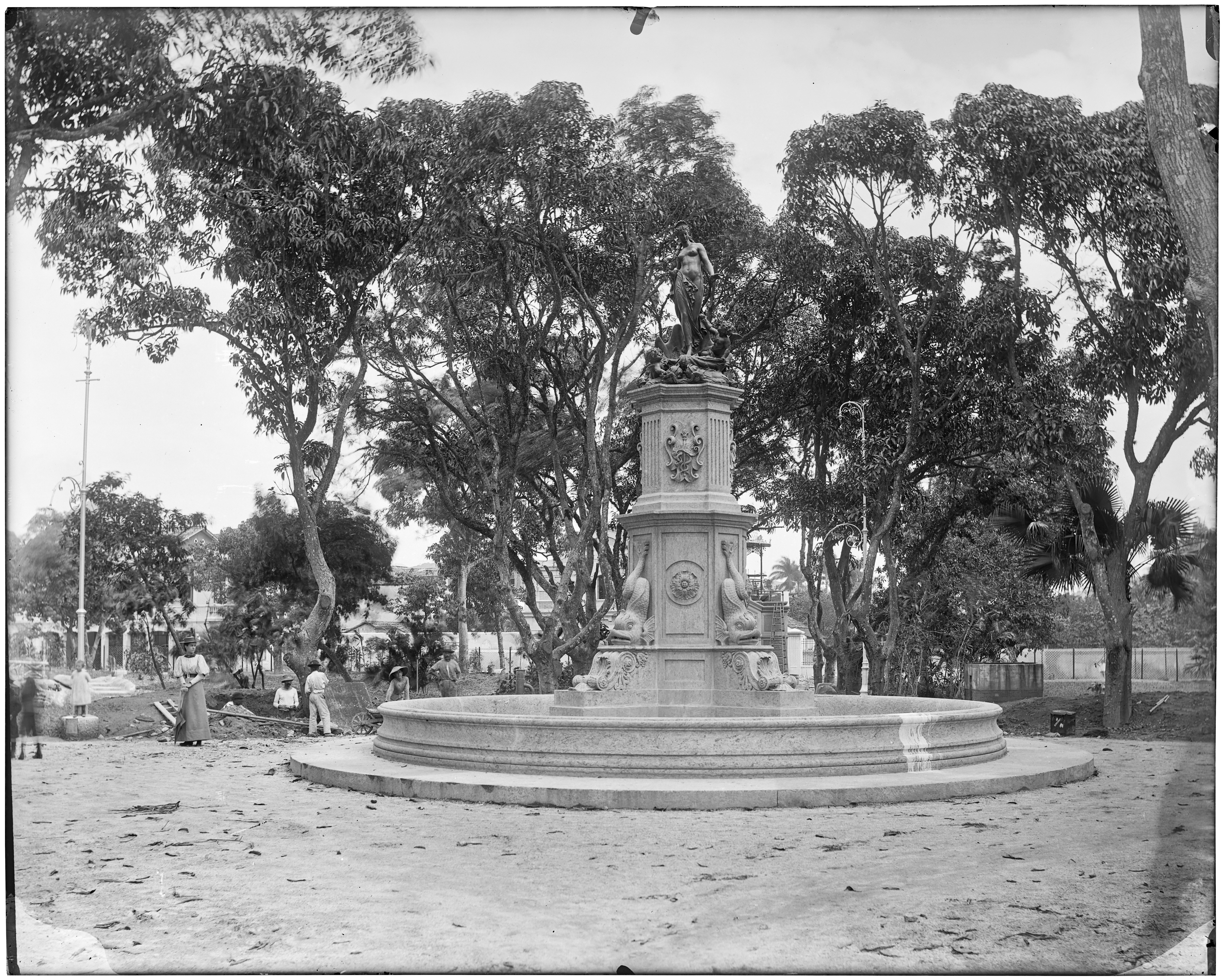
Foto de Marc Ferrez (1897) retratando o chafariz da aleia central do jardim que, desde 1854, situava-se no antigo Largo do Valdetaro, em frente ao palácio. Foi transferido para sua atual localização durante as reformas para a Presidência da República, em 1896. (Acervo Instituto Moreira Salles)

No ano de 1960, com a criação do Museu da República, o jardim foi aberto ao público. Durante o período em que o Palácio esteve fechado para obras, entre 1984 e 1989, o jardim recebeu diversas atividades do Museu da República, como as colônias de férias, apresentações musicais e teatrais e o programa de formação em jardinagem destinado a menores em situação de rua.
Em 1995, um novo projeto paisagístico foi elaborado para o parque, sendo realizada uma ampla reestruturação de toda a sua rede elétrica e de escoamento de água e implantado um sistema automático de irrigação. No final dos anos 90, uma nova intervenção substituiu os muros do parque erguidos ao longo da Rua Silveira Martins e da Praia do Flamengo por gradis idênticos aos que já existiam nas demais margens do Palácio, permitindo uma maior visibilidade do seu jardim.